# Municipio Amanalco
Koordinaten: 19° 15′ N, 100° 1′ W
Amanalco ist ein Municipio im mexikanischen Bundesstaat México. Der Sitz der Gemeinde ist Amanalco de Becerra, die größten Orte des Municipios jedoch San Juan, San Jerónimo und San Bartolo. Die Gemeinde hatte im Jahr 2010 22.868 Einwohner, ihre Fläche beträgt 223 km².

## Geographie
Amanalco liegt im westlichen Teil des Bundesstaates Mexiko, etwa 50 km westlich von Toluca de Lerdo.
Das Municipio Amanalco grenzt an die Municipios Zinacantepec, Almoloya de Juárez, Villa de Allende, Villa Victoria, Donato Guerra, Temascaltepec und Valle de Bravo.